# 知木林镇
知木林乡，是中华人民共和国四川省阿坝藏族羌族自治州黑水县下辖的一个乡镇级行政单位。

## 行政区划
知木林乡下辖以下地区：
维多村、格基村、知木林村、木都村、热窝村、二木林村、卡谷村、乌木树村、热里村和弼石村。